# نائوکو ۱۴۹۲۵
سیارک ۱۴۹۲۵ (به انگلیسی: 14925 Naoko، نامگذاری:1994VU2) چهارده هزار و نهصد و بیست و پنجمین سیارک کشف شده‌است که در ۴ نوامبر ۱۹۹۴ کشف شد.
قدر مطلق سیارک برابر ۱۷.۸ است.